# Серски безистен
Серският безистен (на турски: Bedestan; на гръцки: Μπεζεστένι Σερρών) е османски безистен, покрит пазар в източномакедонския град Сяр (Серес), Гърция. От 1968 година в него се помещава Археологическият музей на града. Регистриран е като паметник на 13 януари 1938 година.

## Архитектура
Безистенът е разположен на площад „Елевтерияс“. Според османиста Хийт Лаури е построен от Ибрахим паша Чандърлъ в 1485 година до югоизточната стена на старата сярска кула, точно както и Атик джамия, в появилата се след завоеванието на града мюсюлманска махала. Търговската улица Орта чаршъ минавала между безистена и джамията.
Безистенът е едноетажна, правоъгълна сграда с шест полусферични купола на пандантиви и масивни квадратни колони. Размерите на сградата са 20,60 m x 31,45 m. Куполите първоначално са били покрити с олово, но по-късно покритието е направено с керемиди. Има четири врати, подчертани с каменни каси и увенчани с ниски арки.
Безистенът е споменат в XVII век от Евлия Челеби:
| „ | Освен това, което може да се купи в 2000-те магазина на Сяр, много ценни стоки се купуват и продават в безистена. Безистенът е покрит с олово и има шест купола и четири железни врати. | “ |

През 1891 година Георги Стрезов пише за безистена:
| „ | До Ески-Джамия, сред чаршията има древен безистен с шест свода, дето се помещават сега чохаджиите. По здравата си направа и архитектурата си тая стара сграда напомня венециянските търговски арсенали; може би е още от римско време. От разкопките, които са направени в тоя безистен, излязли са медни шлемове, щитове и други оръжия, прилични на римските. Върху тия старини аз не зная мнението на археолозите. | “ |

- Орта чаршъ с безистена. Османска пощенска картичка
- Панорама на Сяр с безистена и Атик джамия в 1918 г.
- Безистенът и Атик джамия. Пощенска картичка от 1920-те години

В 1938 година безистенът е трябвало да бъде разрушен заедно със съседната Атик джамия, но е спасен от археолога византинист Анастасиос Орландос и е обявен за защитен паметник на културата.